# Gremmeniella abietina
Chancre des résineux
Espèce
Gremmeniella abietina, le Chancre des résineux, est une espèce de champignons de la famille des Helotiaceae.

## Liste des variétés
Selon MycoBank (10 septembre 2023) :
- Gremmeniella abietina var. abietina (Lagerb.) M.Morelet, 1969
- Gremmeniella abietina var. balsamea Petrini, L.E.Petrini, Lafl. & Ouell., 1989

## Systématique
Le nom correct complet (avec auteur) de ce taxon est Gremmeniella abietina (Lagerb.) M.Morelet, 1969.
L'espèce a été initialement classée dans le genre Crumenula sous le basionyme Crumenula abietina Lagerb., 1913.
Ce taxon porte en français les noms vernaculaires ou normalisés suivants : chancre des résineux, chancre gremmenielléen, chancre scléroderrien, dépérissement des résineux, dessèchement des rameaux de pin.
Gremmeniella abietina a pour synonymes :
- Ascocalyx abietina (Lagerb.) Schläpf.-Bernh., 1969
- Brunchorstia destruens Erikss., 1891
- Crumenula abietina Lagerb., 1913
- Lagerbergia abietina (Lagerb.) J.Reid ex Dennis, 1971
- Scleroderris abietina (Lagerb.) Gremmen, 1953
- Scleroderris lagerbergii Gremmen, 1955
- Septoria pinea P. Karst., 1884